# Lappajärvi
Lappajärvi – gmina w Finlandii, położona w zachodniej części kraju, należąca do regionu Ostrobotnia Południowa.